# Schwarzach (Altmühl)
Die Schwarzach (lokal: Schwarza) ist ein 53 km langer Fluss in Bayern im Vorland der Südlichen Frankenalb und auf der Südlichen Frankenalb, der von Postbauer-Heng aus Richtung Süden fließt und bei Kinding im oberbayerischen Landkreis Eichstätt von links in die Altmühl mündet.

## Name
Im Oberlauf wird diese Schwarzach auch „Hintere Schwarzach“ genannt, um sie vom gleichnamigen Nebenfluss der Rednitz zu unterscheiden, der entsprechend auch als „Vordere Schwarzach“ bezeichnet wird. Die Einzugsgebiete von Vorderer und Hinterer Schwarzach stoßen aneinander und sie selbst kommen sich auf weniger als 5 km nahe.

## Geographie

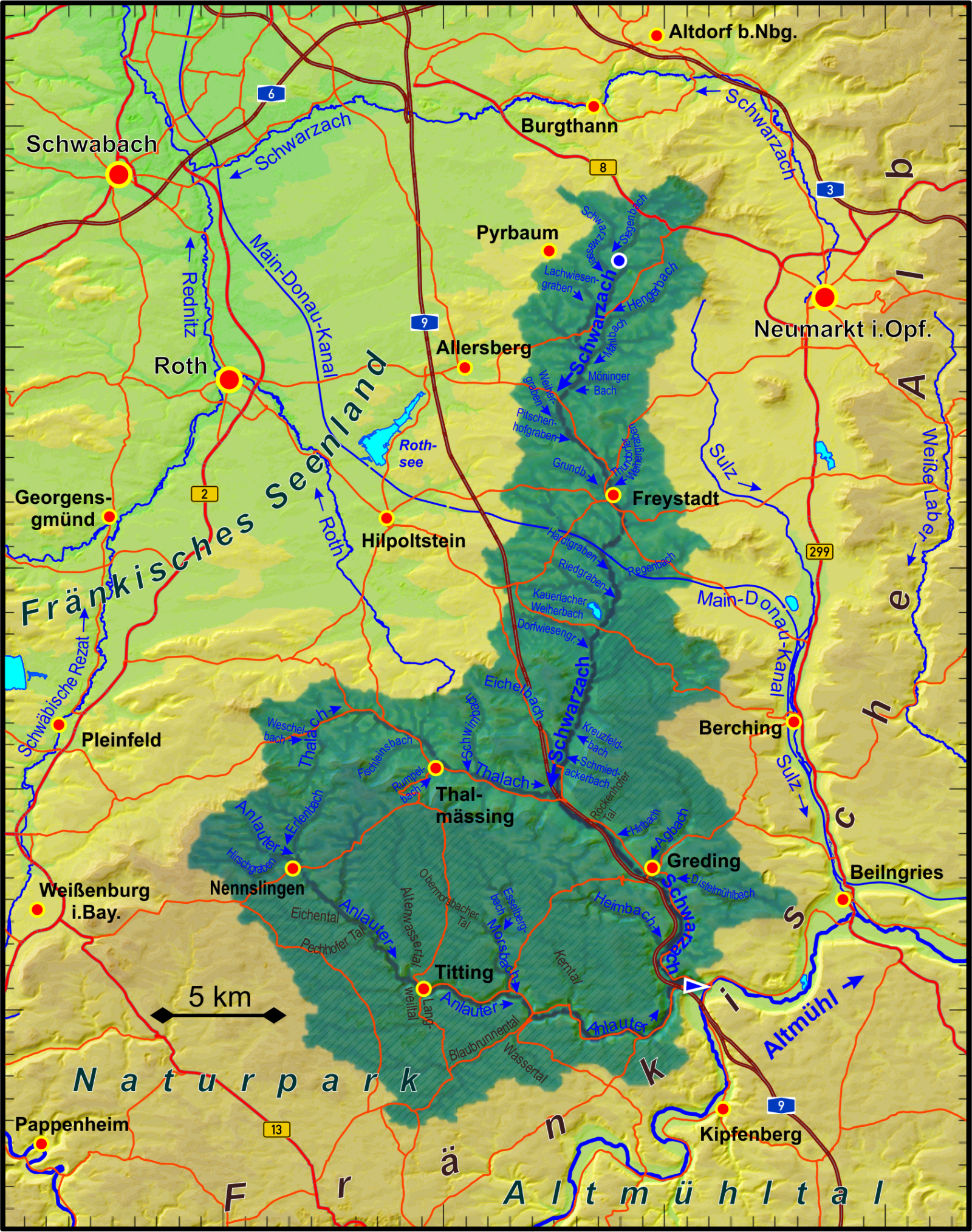
Einzugsgebiet der Schwarzach

### Verlauf
Die Schwarzach entsteht westlich von Kemnath in der Gemeinde Postbauer-Heng durch den Zusammenfluss des größeren, an der Westseite des Dillbergs entspringenden linken Siegenbachs mit dem bei Burgthann-Unterferrieden entspringenden rechten Schwarzwasser. Nach einem ungefähr südlichen Lauf von weiteren 48 km Länge mündet sie bei Kinding von links in die Altmühl.
Orte an der Schwarzach sind Seligenporten (Ortsteil von Pyrbaum), Freystadt, Greding und Kinding. Der Unterlauf der Schwarzach durchfließt den Naturpark Altmühltal.
Die wichtigsten Nebenflüsse sind die von Thalmässing kommende Thalach und vor allem die Anlauter, welche beide am Unterlauf und von rechts münden, die Anlauter erst gut einen Kilometer vor der Mündung der Schwarzach in die Altmühl.

### Zuflüsse
Liste der Zuflüsse von der Quelle zur Mündung. Länge und Einzugsgebiet nach dem amtlichen Gewässerverzeichnis. Andere Quellen sind vermerkt.
Auswahl.
- Siegenbach, linker Quellbach, 4,0 km und 9,0 km²
- Schwarzwasser, rechter Quellbach, 3,3 km und 2,9 km²
- Moosgraben, von rechts im Bereich des Dennenloher Weihers bei Dennenlohe, Markt Pyrbaum; ist rechter Abzweig des untere Schwarzwassers
- Lachwiesengraben, von rechts bei Rengersricht, Markt Pyrbaum, ca. 2,7 km und ca. 4,4 km²[4]
- Weiherschlaggraben, von rechts bei Seligenporten
- Möninger Bach, von links nach Schwarzach, Markt Pyrbaum, 2,8 km und 18,6 km². Der größere Oberlauf ist der mündungsnah unter dem Unterlaufnamen Mahlbach zufließende Hengerbach.
- Weihergraben von rechts nach Reckenstetten, Markt Allersberg
- Pitschenhofgraben, von rechts bei Ebenried
- Holzwiesengraben, von rechts nach der Realsmühle
- Steinersweihergraben, von links durch Freystadt
Nach diesem Zufluss unterquert der Schwarzabach den Main-Donau-Kanal zwischen Freystadt-Ohausen und Freystadt-Forchheim
- Hardtgraben oder Steggaßgraben, von rechts bei Freystadt-Rabenhof
- Regenbach, von links bei Forchheim
- Riedgraben, von links gegenüber von Forchheim 5,8 km und 9,6 km²
- Irlbach, von links nach Forchheim
- Kauerlacher Weihergraben, von rechts nach Durchlaufen des Kauerlacher Weihers bei Hilpoltstein-Kauerlach
- Dorfwiesengraben, von rechts bei Hilpoltstein-Häusern, ca. 5,1 km und ca. 9,8 km²
- Stubengraben, von links bei Freystadt-Schmellnricht
- Burggraben, von links bei der Greding-Obermässinger Rotheneichmühle
- Kreuzfeldbach, von links nach Obermässing
- Eichelbach, von rechts bei Greding-Untermässing, 6,1 km und 11,9 km²
- Schmiedackerbach, von links in Greding-Untermässing, ca. 1,9 km und ca. 3,1 km²; verläuft durch den geschützten Landschaftsbestandteil Heinrichsgraben
- Eglgraben, von rechts bei Kleinhöbing, Markt Thalmässing, ca. 0,8 km und ca. 0,1 km²; rechter Teilungslauf
- Thalach, von rechts bei der Kleinhöbinger Zinkelmühle, 17,8 km und 63,2 km²
- Kuhbach, von links kurz vor der Petermühle von Greding-Hausen, ca. 1,8 km und ca. 3,7 km²[4]; verläuft fast bis zuletzt im Naturschutzgebiet Kuhbachtal bei Hausen
- Hirlbach, von links kurz nach und gegenüber Greding-Hausen
- Agbach, von links in Greding, 5,1 km und 15,4 km²
- Distelmühlbach, von links bei der Gredinger Distelmühle
- Heimbach oder Bucher Brunnenbach, von rechts unterhalb von Greding-Mettendorf, 5,7 km und 15,1 km²
- Anlauter, von rechts vor Kinding, 35,6 km und 188,8 km²